# Ave verum corpus
Pour les articles homonymes, voir AVC.
 (avril 2021).
 (avril 2021).

L'Ave verum corpus est une prière catholique vénérant le Saint-Sacrement. Elle contemple la transsubstantiation du pain et du vin consacrés par le prêtre au cours de la messe. A l'origine, cette hymne était chantée lors de l'élévation. Proclamant la présence réelle du Christ dans le pain et le vin consacrés, ce texte est chanté particulièrement à la Fête-Dieu.

## Texte
| latin | français |
| --- | --- |
| Ave verum Corpus natum de Maria Virgine : Vere passum, immolatum in cruce pro homine : Cuius latus perforatum fluxit aqua et sanguine : Esto nobis prægustatum mortis in examine. O Jesu dulcis ! O Jesu pie ! O Jesu Fili Mariæ ! | Salut, vrai Corps né de la Vierge Marie, qui as vraiment souffert, immolé sur la croix pour l'homme. Toi dont le côté percé laissa couler de l'eau et du sang, sois notre viatique à l'heure de la mort. Ô doux Jésus ! Ô bon Jésus ! Ô Jésus, Fils de Marie ! |

## Partition

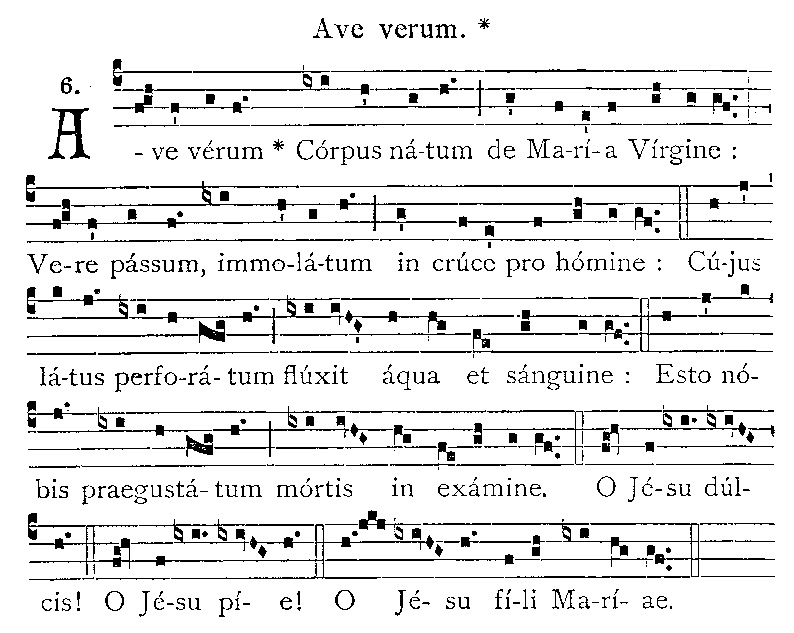
Partition (Liber usualis, 1953, p. 1856)

- Écouter en ligne avec partition : [écouter en ligne]
- Pour la partition officielle du Vatican, voir la brochure de la Messe de minuit, présidée par le pape François et célébrée à la basilique Saint-Pierre le 24 décembre 2018 (p. 73) : [partition en ligne].

## Histoire

### Origine
Pièce sans identification d'auteur, l'origine de l'Ave verum corpus reste floue. L'un des manuscrits les plus anciens, celui de la fin du XIIIe siècle ou plus tard, est un livre italien, qui était en usage chez les Franciscains,,. Le chant de ce bréviaire-antiphonaire, en polyphonie, se composait de deux strophes, dont la deuxième ne se trouve pas ailleurs. Quelques chercheurs affectent l'auteur hypothétique au pape Innocent IV († 1254), tel Helmut Hoping, théologien catholique (2019),.

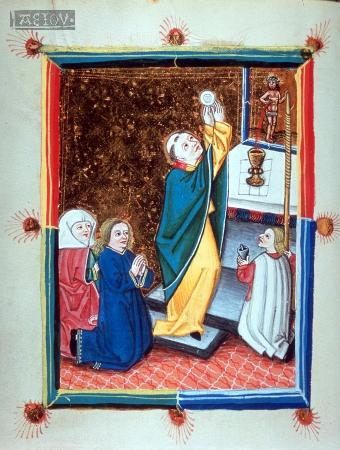
LAve verum corpus était, à l'origine, le chant de l'élévation dans la messe.

Il est assez plausible que le quatrième concile du Latran, tenu en 1215 sous le pontificat d'Innocent III, favorisa la création de ce texte. Ce fut en effet ce concile qui détermina le dogme de la transsubstantiation, présenté dans l'Ave verum corpus, : « l'hostie devient totalement le corps du Christ lors de la consécration du pain, désormais marquée par l'élévation. » La pratique de l'élévation avait en fait commencé dès le XIIe siècle en France et avait été notamment promue par l'évêque de Paris Odon de Sully († 1208),.
Au sujet de la mélodie en plain-chant (partition au-dessus), il s'agirait de la paraphrase du trope de Sanctus VIII, initialement composé au XIe ou XIIe siècle. Guillaume Dufay imitera cette façon, plus tard, pour son Sanctus papale.
Pendant longtemps, le chant resta celui de l'élévation dans la messe et un seul texte en usage. Certes, la Fête-Dieu fut instituée, d'abord à Liège en 1246, puis par le pape Urbain IV en 1264 pour l'Église universelle. Or, la composition officielle de Thomas d'Aquin (Lauda Sion et le reste) fut contestée par les personnels de Liège, qui voulaient garder les œuvres de sainte Julienne de Cornillon. Même l'ordre des Prêcheurs, duquel saint Thomas d'Aquin était moine, n'adopta la Fête-Dieu qu'en 1318 ou après. Sa pratique n'était pas établie, dans le rite romain, jusqu'à la confirmation de Sixte IV († 1484). C'est la raison pour laquelle l'Ave verum corpus demeurait singulièrement le chant de la messe et qu'il était rare que le missel contînt le texte de la Fête-Dieu et son chant au XIIIe siècle.
Puis, jusqu'à la fin du XVe siècle, l'hymne Ave verum corpus demeurait un chant multiusage. En ce qui concerne la messe, il s'agissait, dans le rite romain, du chant commun, habituel et surtout unique, en faveur de l'élévation de l'hostie. Cet usage principal se trouve tant dans le missel que dans le livre de la liturgie des Heures (avec précision In elevatione corporis Christi, Bnf, manuscrit latin 13295, XVe siècle). Les manuscrits présentent cet usage, plus simplement, comme oratio, salutation hostis ou corpore Christi. Les rubriques dans ces livres du XVe siècle indiquent que, d'abord, le pape Jean XXII avait promulgué le texte d' Anima Christi à Avignon en 1330, et qu'en remplaçant celui-ci, l'Ave verum fut divulgué par Innocent VI († 1362) sous influence des Franciscains. Aussi d'autres chercheurs attribuent-ils l'auteur à ce pape.
Parmi les manuscrits de l'époque, le manuscrit 36 de Reichnau (XIVe siècle) était intitulé (Franz Joseph Mone, 1853) : « Salutationem sequentem composuit Innocentius papa : hæc oratio habet tres annos indulgentiarum a dom. papa Leone. » (La salutation suivante fut composée par le pape Innocent ; cette oraison reçut trois années d'indulgence du seigneur pape Léon). Pourtant, ce titre ne contribue point à identifier l'auteur. Faute de document définitif, les avis des spécialistes sont divisés : Innocent III, Innocent IV, Innocent V ou Innocent VI,.

### Évolution d'usage
Si l'utilisation de ce texte était fixée en faveur de l'élévation, les fidèles priaient personnellement, avec l'Ave verum, pour exprimer leur dévotion.
Pas à pas, ce chant important connaissait ses pratiques plus variées, jusqu'à la fin du XVe siècle. Celui-ci était dorénavant chanté lors de la procession du Saint-Sacrement. Notamment, c'était la fête du Corpus Christi, célébrée en juin 1462 à Viterbe, qui racontait l'usage convenable d'Ave verum corpus. Cette fête solennelle était présidée par le pape Pie II, qui écrivit les Commentarii rerum memorabilium au palais de Viterbe. Ce pape-écrivain précisait donc, dans le livre VIII, l'usage du chant pour la procession.

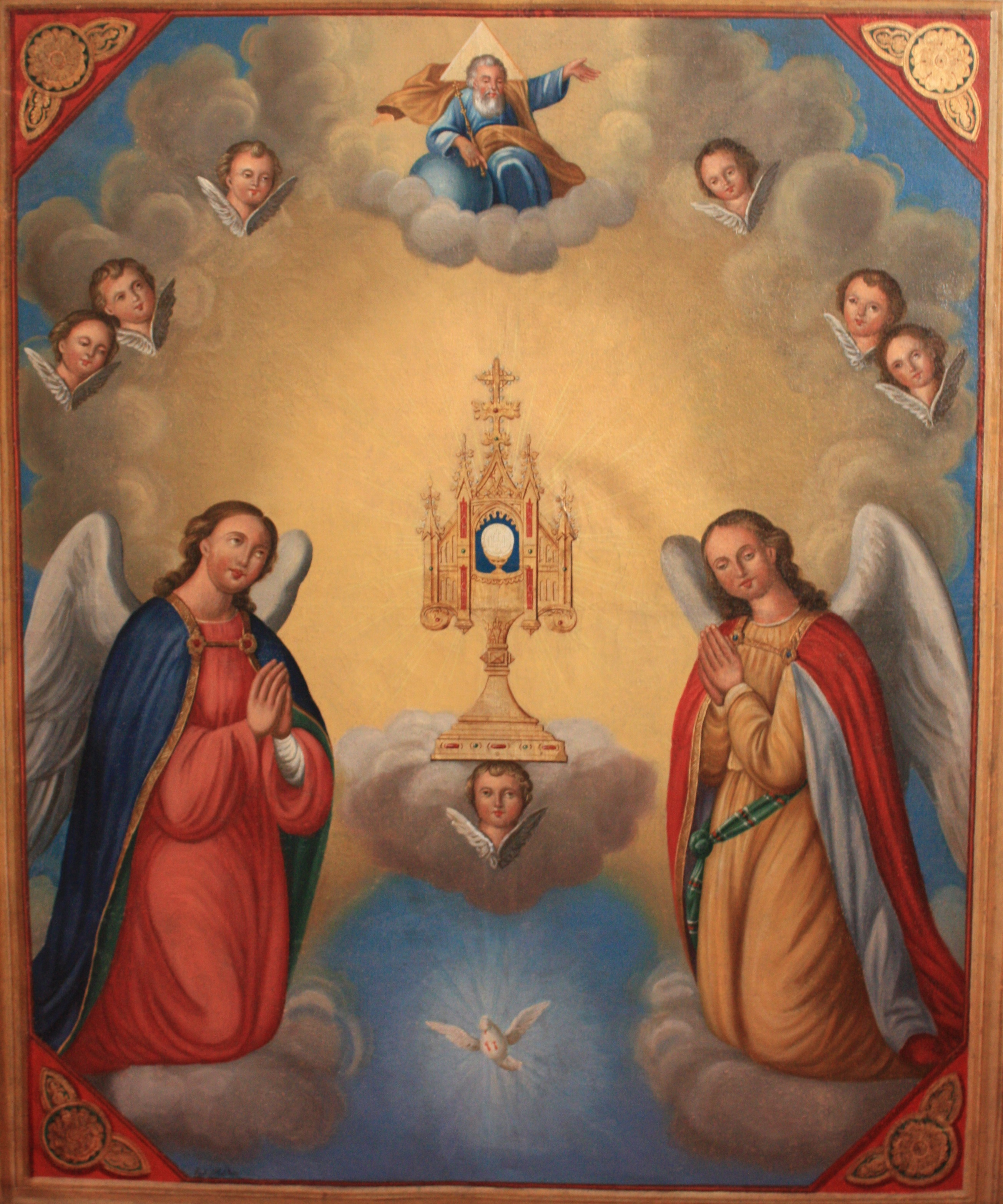
De même, cette hymne était le premier chant qui ait été accordé à la bénédiction et à l'adoration du Saint-Sacrement.

Si la pratique de cette procession peut remonter au XIIIe siècle, celle de l'exposition du Salut du Saint-Sacrement, de laquelle l'origine serait liée à cette coutume, ne fut mentionnée qu'en 1452, lors du concile provincial de Cologne présidé par le cardinal Nicolas de Cues, qui donna son premier règlement. Désormais, l'Ave verum était accordée, en tant que séquence, à cette bénédiction du salut. L'usage se trouve encore dans les règles de l'abbatiale Saint-Michel de Hildesheim (1493), maintenant pour l'office des complies.
En ce qui concerne la composition musicale, des manuscrits les plus anciens suggèrent indirectement que les premières pièces aussi étaient celles de l'élévation. La plus ancienne composition se trouve dans le codex Las Huelgas Ave verum corps natum (avant 1400). Il s'agit des tropes accordés au verset Hosanna in excelsis du Sanctus. L'œuvre de Guillaume Dufay aussi le trope de son Sanctus Papale, intégré comme le verset de l'Alléluia. Donc, ils n'étaient pas encore des pièces facultatives et indépendantes. Or, on peut comprendre qu'il s'agissait de l'origine du motet facultatif pour l'élévation. Il semble que l'œuvre de Dufay eût été composée entre 1428 et 1433, lorsqu'il était en service à la chapelle du pape, sous le pontificat de Martin V ou d'Eugène IV. Encore existe-t-il quelques manuscrits du XVe siècle, conservés à Bologne et à Munich.

### À la Renaissance
À la suite du mouvement de la Renaissance, la liturgie catholique commença à adapter, de plus en plus, à un nouveau esprit humain. Vers 1570 à Milan, le rite ambrosien fit modifier, dans cette optique, une partie de chants de la messe. Le recueil Mottetti missale contenait donc un certain nombre de motets, réservés à l'élévation (ad elevationem), dont les textes étaient O salutaris Hostia et Adoramus te, Christe.
Lorsque l'impression fut inventée en Europe, l'Ave verum corpus restait encore un texte très important pour la liturgie. En 1503, Ottaviano Petrucci publia à Venise un livre de chant consacré aux motets, Motetti de passione de Cruce, de Sacramento, de Beata Virgine et Huiusmodi B duquel la bibliothèque nationale de France conserve un exemplaire. Grâce à cette publication, on y trouve les œuvres de Josquin des Prés et de Gaspar van Weerbeke. Il est assez curieux qu'il y ait une autre pièce, composée par un certain Grégoire, sur lequel on ne sait quasiment rien, à l'exception d'un autre chant profane [notation en ligne]. Ce document était le premier livre dans lequel l'on ait imprimé les Ave verum.
L' Ave verum corpus ne demeurait plus le texte unique pour le Saint-Sacrement. On commença à utiliser plusieurs textes : Anima Christi, Adoro te, Panis angelicus, Pange lingua, Salva sancta caro Dei. En fait, l' Anima Christi était préféré au XVIe siècle. Dans un livre de la liturgie des Heures du XVe siècle (Bnf, manuscrit latin 13300), chaque texte était attribué à un geste liturgique particulier. L'élévation de l'hostie s'accompagnait de notre Ave verum corpus. Le texte d'Ave vere sanguis était affecté à l'élévation du calice. Quand le célébrant divise l'hostie, on chantait le Anima Christi ainsi que le Salva sancta caro lors de la communion. Par ailleurs, dans le motet de Grégoire, présenté au-dessus, chaque part chante un texte différent : Ave verum corpus par soprano, Ecce panis angelorum par alto, Bon pastor, panis vere par ténor et O salutaris Hostia par basse. Ces trois derniers sont issus de Thomas d'Aquin, les versets de la séquence Lauda Sion (strophes XXI et XXIII) ainsi que de l'hymne Verbum supernum prodiens (strophe V). Après le concile de Trente, l'usage de ces textes deviendra habituel et officiel.
Encore les Ave verum et Anima Christi étaient-ils réservés, dans un autre livre de la liturgie des Heures (Bnf, manuscrit latin 1329, XVe siècle) en usage à Paris, à la fin de confession (post confessionem). En résumé, à la Renaissance fut diversifié le texte en faveur de l'élévation et du Saint-Sacrement.

### Concile de Trente et Contre-Réforme
À la suite du concile de Trente, l'office du Salut du Saint-Sacrement devint très important, dans le cadre de la Contre-Réforme. En effet, afin de lutter contre le protestantisme, la Fête-Dieu fut promue au rang de Pâques et de Pentecôte. Le motet Ave verum corpus défends bien l'un des dogmes de catholicisme, présence réelle de Jésus-Christ dans l'hostie. Cependant, dans cette optique, les extraits des trois hymnes de Thomas d'Aquin, réservées à la liturgie des Heures, devinrent les concurrences. En France, l'O salutaris Hostia était déjà préférée sous le règne de Louis XII. Grâce à la réputation de ce Dominicain, les Panis angelicus et Tantum ergo aussi étaient fréquemment en usage. Il faut y ajouter l'extrait Ecce panis angelorum de la séquence Lauda Sion de ce même auteur.
Si, à cette époque-là, les compositions en polyphonie n'étaient pas nombreuses, quelques œuvres restent le témoin de cette Contre-Réforme. Au Royaume-Uni, le compositeur William Byrd, protégé par la tolérance d'Élisabeth Ire, put publier son livre de chant, encore en 1605 à Londres. Puis, les Ave verum corpus de Peter Philips et de Richard Dering, en exil, durent être publiées à Anvers.

### Évolution de composition musicale
Après la Contre-Réforme, la composition musicale restait modeste, à la différent d'autres petits motets. Marc-Antoine Charpentier, qui, en raison de manque de fonction royale, profitait d'une liberté, composa au moins trois motets Ave verum pour le Saint-Sacrement, avec assez de diversité. Son œuvre H329 de la Fête-Dieu était écrite en 1683 pour un reposoir, ce qui reste unique. En ce qui concerne le motet d'Alessandro Stradella, il s'agissait de celui de voix seule, qui demeure rare dans ce répertoire. L'œuvre de Guillaume-Gabriel Nivers aussi reste une pièce particulière, écrite pour de jeunes orphelines à la Maison royale de Saint-Louis qui était fondée à Saint-Cyr, où il était chargé par Louis XIV de servir en tant que directeur de musique.

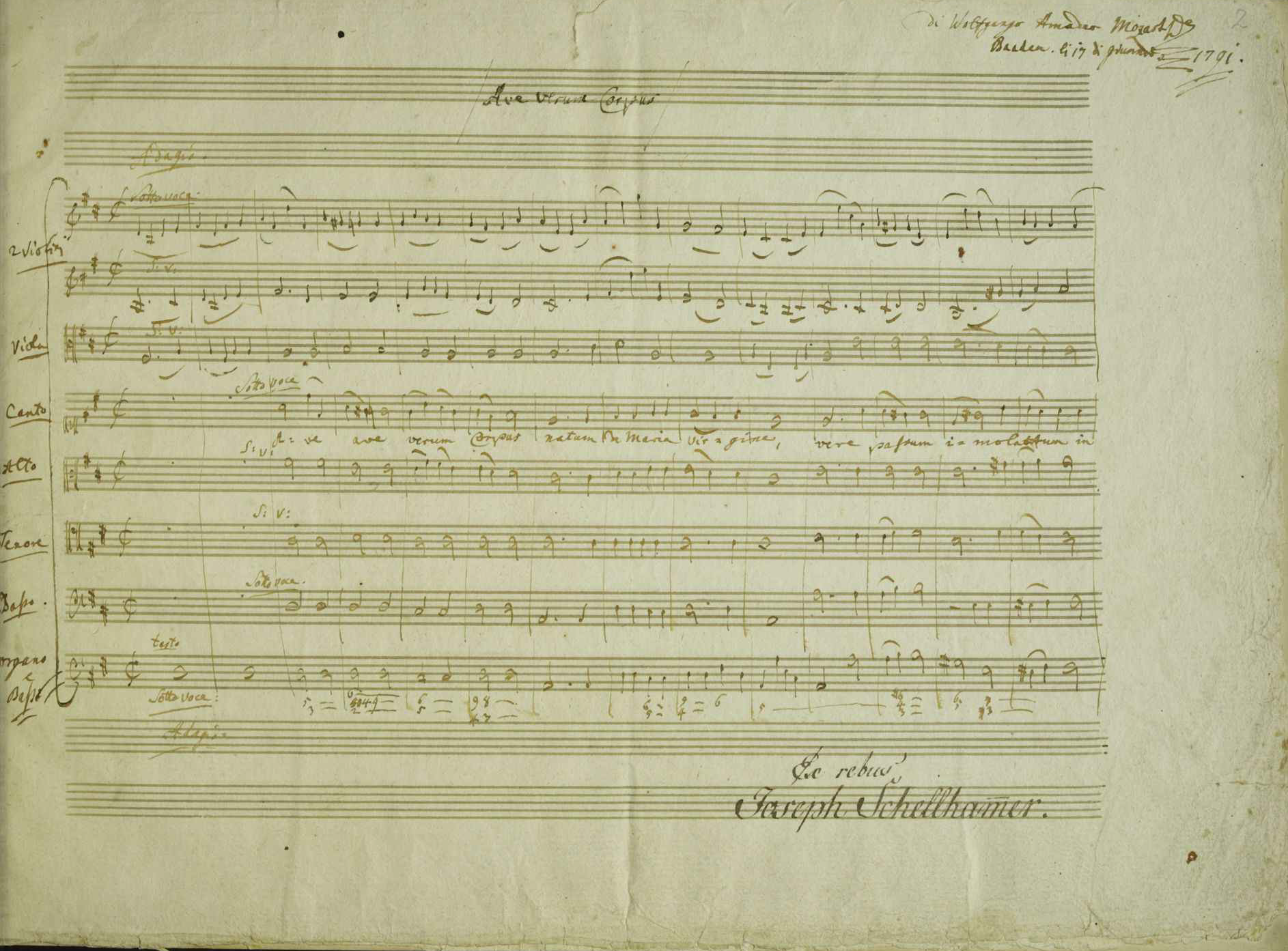
Manuscrit autographe de Mozart, daté du 17 juin 1791, la veille de la Fête-Dieu.

Le répertoire de la musique classique s'illustre d'un chant du cygne. Wolfgang Amadeus Mozart écrivit, peu avant son décès, le motet Ave verum corpus KV618. Celui-ci, dont le genre était rare dans les œuvres de Mozart, fut créé à Baden le 18 juin 1791, jour de la Fête-Dieu,,. Une autre justification a été avancée pour sa création. Mozart, ayant obtenu en avril un droit d'accéder au poste de maître de chapelle de la cathédrale Saint-Étienne de Vienne, à la condition que Leopold Hofmann († 1793) quitte sa fonction, aurait manifesté son talent par cette composition. Quel qu'en soit le motif, ce bijou parfait, selon le musicologue Michael Steinberg, se caractérise par sa simplicité mais aussi sa pleine harmonie. Aucune œuvre de Mozart ne surpasse ce don de soi concentré dans seulement quarante-six mesures.
L'œuvre de Mozart intéressa surtout Piotr Ilitch Tchaïkovski, qui regrettait que de petites pièces de Mozart soient restées méconnues. Il utilisa une transcription de l'Ave verum au piano par Franz Liszt pour composer la suite n° 4 dite Mozartiana (1887, 100e anniversaire de Don Giovanni). Cette suite écrite en hommage à Mozart s'inspire de quatre œuvres du compositeur autrichien. L'Ave verum est paraphrasé pour l'orchestration du 3e mouvement Preghiera. Quant à Liszt, il écrivit, en 1862, l'Évocation à la Chapelle Sixtine, qui se fondait sur deux compositions, le Miserere de Gregorio Allegri et l'Ave verum corpus de Mozart. Sans doute appréciait-il son œuvre car il existe plusieurs versions : celles pour orgue (LW E15), pour piano (LW A217), pour piano à quatre mains (LW B26) et pour orchestre (LW G26). On entend également l'influence de l'Ave verum de Mozart dans la messe en fa majeur D105 de Franz Schubert (1814).
Au XIXe siècle, la prière de l'Ave verum corpus a inspiré différents compositeurs français comme Charles Gounod ou Camille Saint-Saëns. Léo Delibes notait, sur son manuscrit autographe, « à chanter pour mon enterrement. » Parmi les compositeurs, on compte un certain nombre de religieux ou d'organistes, voulant enrichir le répertoire de leur paroisse.
Plus tard, l'Ave verum corpus inspirera à nouveau, avec les Ave Maria et Salve Regina, le compositeur Francis Poulenc, pour son opéra Dialogue des Carmélites (1957). Ces trois chants fonctionnent, dans l'œuvre composée de trois actes, ces trois chants constituent chacun le motif principal d'un acte dont il caractérise le sujet religieux.

### Réforme liturgique de Pie X
Au début du XXe siècle, la liturgie catholique connut une immense centralisation, inaugurée par le pape Pie X, qui fit supprimer les liturgies locales. En ce qui concerne l'Ave verum corpus, cette réforme demeurait ambiguë. Le motu proprio Inter pastoralis officii sollicitudines (1903) admettait, certes, un motet facultatif après le Benedictus (article III-8). Dans ce contexte, le chant Ave verum était tout à fait légitime pour l'élévation dans la messe. Or, la réforme avec l'Édition Vaticane empêcha d'encourager les musiciens contemporains, qui se contentaient de l'harmonisation du chant grégorien. Dorénavant, la composition était confiée aux organistes, en faveur de leur paroisse. Les noms de grands compositeurs ne se trouvent plus dans le répertoire.

### Après le concile Vatican II
La deuxième moitié du XXe siècle se signale par le manque de composition. À la suite du concile Vatican II, la célébration en latin a été limitée aux établissements spécialement autorisés et la pratique en langue vulgaire a réduit l'usage de l'Ave verum corpus dans le culte catholique. Le motu proprio Summorum Pontificum publié par le pape Benoît XVI le 7 juillet 2007 a favorisé la revitalisation de ce texte très ancien et quelques compositeurs catholiques ont recommencé à écrire de nouvelles pièces. Si, de nos jours, avec les O salutaris Hostia, Panis angelicus et Tantum ergo, l'hymne est chanté en faveur du Salut du Saint-Sacrement, il est en général remplacé par le Tantum ergo en grégorien qui est en usage lorsque les fidèles chantent en latin.
La pièce reste en faveur dans les concerts, en particulier la version de Mozart dont l'importance était déjà annoncée en 1916 par Camille Saint-Saëns lorsqu'il écrivait à son disciple Gabriel Fauré : « Ton Pie Jesu est le SEUL Pie Jesu, comme l'Ave verum corpus de Mozart est le SEUL Ave verum. »
Les messes données au Vatican ont maintenu la tradition du chant de l'Ave verum corpus. Lors de la Messe de minuit à la basilique Saint-Pierre, solennellement présidée par le pape, il est généralement la dernière antienne réservée à la communion, avant que le Saint-Père ne récite la postcommunion. Cet usage reste cependant facultatif comme le rappelle sa suppression en 2019.

## Compositions musicales

### Renaissance
- Guillaume Dufay (1397 - † 1474) : trope de son Sanctus papale (morceau inséparable, sans doute vers 1430 à Rome)[ap 6]
- Gaspar van Weerbeke (vers 1445 - † vers 1517) : motet à 4 voix[29] [partition en ligne (Venise, 1503)]
- Josquin des Prés (vers 1450 - † 1521) : motet à 3 voix, NJE21-2[30] [partition en ligne (Venise, 1503)]
- Francisco de Peñalosa (vers 1470 - † 1528) : motet à 4 voix[31]
- Roland de Lassus (1532 - † 1594) : motet à 6 voix, dans les Mottetta, sex vocum, typis nondum uspiam excusa (1582)[32]
- William Byrd (vers 1543 - † 1623) : motet à 4 voix, dans le recueil Gradualia ac cantiones sacræ (1605)[33] [partition en ligne]
- Peter Philips (vers 1560 - † 1628) : motet à 5 voix Ave verum corpus Christi, dans les Cantiones sacræ (1612)[34]
- Richard Dering (vers 1580 - † 1630) : motet à 5 voix avec basse continue, dans les Cantiones sacræ (1617)[14]

### Musique baroque
- Henry Du Mont (1610 - † 1684) : motet pour soprano et basse, accompagné de basse continue (1668)[35]
- Guillaume-Gabriel Nivers (1632 - † 1714) : motet pour la voix de femme en usage de la Maison royale de Saint-Louis à Saint-Cyr (vers 1702)[36] [partition en ligne]
- Alessandro Stradella (1639 - † 1682) : motet en faveur du Salut du Saint-Sacrement pour solo et orgue (1665)[16],[37]
- Marc-Antoine Charpentier (1643 - † 1704) : 
  - motet de l'élévation pour soprano et basse continue, H.233 (début de l'année 1670)[38]
  - motet d'un reposoir, à la fête du Saint-Sacrement 1683, pour soprano, basse et instruments, H.329[15]
  - motet en faveur de l'élévation pour haute-contre, instruments à vent et basse continue, H.266 (vers 1692)[39]
- Sébastien de Brossard (1655 - † 1730) : motet à 4 voix, SdB 10 (publication posthume)[40]
- Giovanni Battista Martini (1706 - 1784) : motet eucharistique à 3 voix, orgue et instruments[41]
- Giovanni Battista Pergolesi (1710 - † 1736) : motet pour soprano et orchestre, P57[42]

### Musique classique
- Wolfgang Amadeus Mozart (1756 - † 1791) : motet pour 4 voix, 2 violons, alto, basse et orgue, KV618 (1791)[17]

### Musique romantique
- Antonin-Joseph Aulagnier (1800 - † 1892) : motet pour le Salut (1875)[43]
- Henri Reber (1807 - † 1880) : hymne pour chœur à 4 voix (1875)[44]
- Franz Liszt (1811 - † 1886) : œuvre pour chœur à 4 voix et orgue, LW J31 (1871)[45]
- Jean Rémusat (1815 - † 1880) : œuvre pour chœur à 4 voix et orchestre, (publication vers 1860)[46]
- Charles Gounod (1818 - † 1893) : 
  - motet pour chœur à 5 voix, dédié à Anatole de Ségur (1868)[47]
  - 4 motets à voix seule et 1 motet à 2 voix égales, dans les Chants Sacrés de CH Gounod , tome I, n° 5 - 8 et 14 (1878) [partition en ligne]
  - motet à 3 voix égales, 2 motets à 4 voix égales et 1 motet à 5 voix (ci-dessus) dans les Chants Sacrés de CH Gounod , tome II (1878)[48]
  - motet à 4 voix et motet pour soprano et chœur à 4 voix, dans les Chants Sacrés de CH Gounod , tome III, n° 3 et 16 (1879) [partition en ligne]
- Léon Gastinel (1823 - † 1906) : motet pour soprano et chœur à 3 voix (1870)[49]
- Camille Saint-Saëns (1835 - † 1921) :
  - motet pour chœur à 4 voix et orgue (vers 1860, publication 1865)[50],[51]
  - motet pour soprano, alto et orgue (vers 1863, publication 1865)[52]
- Léo Delibes (1836 - † 1891) : œuvre à 3 voix d'hommes a cappella « à chanter pour mon enterrement » (vers 1885)[53] [manuscrit en ligne]
- Théodore Dubois (1837 - † 1924) :
  - 5 motets composés pour le chœur de l'église de la Madeleine à laquelle il était maître de chœur[54]
  - motet à voix seule (posthume)[55] [manuscrit en ligne]
- Eugène Gigout (1844 - † 1925) : œuvre pour chœur à 4 voix et orgue[56]
- Gabriel Fauré (1845 - † 1924) : œuvre pour chœur à 2 voix de femmes (ou duo pour ténor et baryton) et orgue, op. 65, n° 1 (1894)[57] [partition authographe]
- L. G. Choulet (actif entre 1859 et 1870), Ave Verum à trois voix, Avignon, Les échos de la Chapelle, ca1860[58]
- Louis-Lazare Perruchot (1852 - † 1930) : motet à 3 voix de femmes, dans les Trois Hymnes et Motets au Saint-Sacrement , n° 1[59]
- Samuel Rousseau (1853 - † 1904) : œuvre pour mezzo-soprano, baryton et orgue (1893)[60]
- Fernand de La Tombelle (1854 - † 1928) : motet pour chœur à 4 voix (1870)[61]
- Ernest Chausson (1855 - † 1899) : motet, dans les Deux motets, op. 6 (1883)
- Edward Elgar (1857 - † 1934) : motet, dans les Three Motets , op. 2, n° 1 (1887)[62]
- Guy Ropartz (1864 - † 1955) : motet pour chœur à 3 voix a cappella (1897)[63]

### Œuvres contemporaines
- Clément Lippacher (1850 - † 1934) : pièce pour duo (ténor or soprano et baryton) et orgue (1907)[64]
- Blanche Lucas (1874 - † 1956) : motet à 6 voix en double-chœur en faveur des offices du Saint-Sacrement[65]
- Jean Cras (1879 - † 1932) : motet pour voix, orgue et cordes (1905)[66]
- Joseph-Ermend Bonnal (1880 - † 1944) : œuvre pour chœur à 3 voix (1938)[67]
- Albert Alain (1880 - † 1971) : motet de l'élévation dans la Messe en l'honneur de saint Louis, n° 4, composée pour la cathédrale Saint-Louis de Versailles (1930)[68]
- Marcel Dupré (1886 - † 1971) : motet pour chœur à 4 voix et orgue (1936)[69]
- Francis Poulenc (1899 - † 1963) : hymne pour chœur de femmes à trois voix cappella pour les Saluts du Très Saint-Sacrement, dédié à la chorale féminine de Pittsburg, FP154 (1952)[70]
- André Sala (1899 - † 1968) : œuvre pour chœur à 4 voix a cappella (1941)[71]
- Jean Langlais (1907 - † 1991) : œuvre pour voix unique et orgue, dans les Trois prières, n° 1 (1949)[72]
- René-Marie Reboud (1914 - † 1984) : motet pour chœur à 3 voix (publication 1952)[73]
- Colin Mawby (1936 - † 2019) : œuvre pour chœur[74],[75]
- Pierre Pincemaille (1956 - † 2018) : œuvre pour chœur à 4 voix[76]
- Dimitri Tchesnokov (1982 - ) : œuvre pour chœur de femmes, op. 67 (2011)[77]
- Antoine Miannay (1988 - ) : œuvre pour chœur à 4 voix (2016)[78]

### Attribution incertaine
- Giovanni Pierluigi da Palestrina[79]
- Tomás Luis de Victoria[80],[79]